# А-60
А-60 — советская экспериментальная летающая лаборатория, носитель лазерного оружия на базе грузового самолёта Ил-76МД. 
Лаборатория предназначена для исследования распространения лазерных лучей в верхних слоях атмосферы, а в дальнейшем — для подавления разведки противника. А-60 представляет собой авиационный вариант носителя мегаваттного лазера, планировавшегося к выведению в космос как 17Ф19Д «Скиф-Д».

## История
Работы по изделию «1А» проводились с середины 1970-х годов на производственно-технической базе таганрогских ОКБ Бериева и завода имени Г. Димитрова, основным партнёром было ЦКБ «Алмаз» во главе с Б. В. Бункиным.
В целях размещения лазерной системы базовая конструкция Ил-76 претерпела некоторые серьёзные изменения:
- В носовой части вместо штатного метеорадара установлен обтекатель со специальной аппаратурой (лазер наведения).
- Верх фюзеляжа между крылом и килем был вырезан и заменён огромными створками, скрывавшими башенку с основным лазером.
- По бокам фюзеляжа под обтекателями располагались турбогенераторы энергосистемы для работы специального комплекса.
- По бокам носовой части были установлены турбогенераторы, как на Ил-76ПП.
- Убраны кормовые створки грузового отсека, рампу пришлось оставить как несущий элемент фюзеляжа.
- Оригинально было решено размещение лазерной пушки: чтобы не портить аэродинамику самолёта ещё одним обтекателем, оптическую головку лазера сделали убирающейся.

Первый полёт летающая лаборатория «1А» совершила 19 августа 1981 года, второй самолёт «1А2» (СССР-86879) — 29 августа 1991 года. 
Первая машина «1А», по некоторым сведениям, — сгорела в июне 1989 года на аэродроме Чкаловский во время испытаний лазера. 
Вторая машина «1А2» использовалась в дальнейшем как транспортный самолёт; в 2012 году появилась информация о проекте её модернизации.
Работы на летающей лаборатории «1А2» по усовершенствованию и модификации специального комплекса и его систем продолжаются по настоящее время. Главным конструктором — заместителем Генерального конструктора ТАНТК по этой теме является Н. А. Степанов.

## Современность
1ЛК222 — лазерный комплекс воздушного базирования для противодействия космическому эшелону национальной ПРО США базируется на аэродроме Пушкин (Санкт-Петербург).
Работы по проекту продолжаются. Главным конструктором «изделия 1А» был назначен Н. А. Степанов (с 2002 года — заместитель Генерального директора, с 2007 года по настоящее время заместитель Генерального конструктора «ТАНТК имени Г. М. Бериева»).
28 августа 2009 года осуществлён комплексный эксперимент, в котором при наведении лазерного луча с борта летающей лаборатории А-60 на космический аппарат с высотой полёта 1500 км был зарегистрирован отражённый сигнал.

В 2010 году и появилась новая информация о продолжении работ над военной авиационной лазерной системой; в 2011 году работы по этому проекту были приостановлены, из-за нехватки финансирования, оборудование с А-60 было частично демонтировано.
В 2012 году Минобороны России заказало оборонно-промышленному комплексу возобновление работ по созданию боевых лазеров, способных поражать самолёты, спутники и баллистические ракеты, финансирование возобновлено. ТАНТК им. Бериева возобновлены работы по летающей лаборатории А-60, самолёт пройдёт полную модернизацию. Испытания системы, получившей название «Сокол-Эшелон», намечены на конец 2013 года. Работы по модернизации «1А2» велись и силами концерна ПВО «Алмаз-Антей» и воронежского КБ «Химпром-автоматика», однако по состоянию на начало 2015 года ситуация оставалась неясной.
В 2016 году Минобороны России подтвердило информацию о том, что продолжает работать над военной авиационной лазерной системой; зам. министра обороны России заявил о принятии на вооружение отдельных образцов лазерного оружия, однако, каких именно, не уточнил.
По информации конца 2018 г. — работы по системе борьбы со вражескими спутниками ведутся.